# David Carr (football américain)
Pour les articles homonymes, voir David Carr et Carr.
(en) Statistiques sur pro-football-reference
 David Carr est un joueur américain de football américain, né le 21 juillet 1979 à Bakersfield (Californie), qui évoluait au poste de quarterback dans la National Football League (NFL).
Il a un frère, Derek Carr, qui joue comme quarterback avec les Saints de la Nouvelle Orléans

## Biographie

### Carrière universitaire
Il a joué avec les Bulldogs de Fresno State de 1997 à 2001, cumulant 7 849 yards à la passe pour 70 touchdowns.

### Carrière professionnelle
Il est sélectionné au 1er tour (1er choix) lors de la draft 2002 de la NFL par les Texans de Houston, nouvelle équipe d'expansion dans la NFL. Il connaît des débuts professionnels difficiles, en étant victime de 76 sacks à sa première saison, qui constitue un record dans la NFL.
Il a dépassé une fois les 3 000 yards à la passe par saison (2004).
Il est libéré par les Texans en mars 2007, après cinq saisons où il ne parvient pas à mener son équipe en phase éliminatoire.
En 2007, il porte le maillot des Panthers de la Caroline et est ensuite transféré chez les Giants de New York, puis chez les 49ers de San Francisco. À partir de la saison 2011, il retourne avec les Giants, ce qui lui permet de remporter le Super Bowl XLVI, bien qu'il n'ait pas reçu un snap de la saison.

## Palmarès

### Universitaire
- 2001 : 5e du trophée Heisman
- 2001 : 2e de NCAA à la passe

## Statistiques
| Année              | Équipe                  | MJ                 |         | Passes   | Passes | Passes | Passes | Passes | Passes | Passes  |       | Courses | Courses | Courses | Courses |
| Année              | Équipe                  | MJ                 | Tentées | Réussies | Pct.   | Yards  | TD     | Int.   | Éval.  | Tentées | Yards | Moy.    | TD      |         |         |
| 2002               | Texans de Houston       | 16                 | 444     | 233      | 52,5   | 2 424  | 9      | 15     | 62,8   | 59      | 282   | 4,8     | 3       |         |         |
| 2003               | Texans de Houston       | 12                 | 295     | 167      | 56,6   | 2 013  | 9      | 13     | 69,5   | 27      | 151   | 5,6     | 2       |         |         |
| 2004               | Texans de Houston       | 16                 | 466     | 285      | 61,2   | 3 531  | 16     | 14     | 83,5   | 73      | 299   | 4,1     | 0       |         |         |
| 2005               | Texans de Houston       | 16                 | 423     | 256      | 60,5   | 2 488  | 14     | 11     | 77,2   | 56      | 308   | 5,5     | 1       |         |         |
| 2006               | Texans de Houston       | 16                 | 442     | 302      | 68,3   | 2 767  | 11     | 12     | 82,1   | 53      | 195   | 3,7     | 2       |         |         |
| 2007               | Panthers de la Caroline | 6                  | 136     | 73       | 53,7   | 635    | 3      | 5      | 58,3   | 17      | 59    | 3,5     | 0       |         |         |
| 2008               | Giants de New York      | 3                  | 12      | 9        | 75,0   | 115    | 2      | 0      | 144,1  | 8       | 10    | 1,3     | 0       |         |         |
| 2009               | Giants de New York      | 4                  | 24      | 15       | 62,5   | 172    | 1      | 0      | 97,9   | 9       | 27    | 3,0     | 1       |         |         |
| 2010               | 49ers de San Francisco  | 1                  | 13      | 5        | 38,5   | 67     | 0      | 1      | 23,6   | -       | -     | -       | -       |         |         |
| 2011               | Giants de New York      | 0                  | -       | -        | -      | -      | -      | -      | -      | -       | -     | -       | -       |         |         |
| 2012               | Giants de New York      | 2                  | 3       | 2        | 66,7   | 19     | 0      | 0      | 84,0   | 3       | -3    | -1,0    | 0       |         |         |
| Totaux en carrière | Totaux en carrière      | Totaux en carrière | 2 267   | 1 353    | 59,7   | 14 452 | 65     | 71     | 74,9   | 305     | 1 328 | 4,4     | 9       |         |         |